# Carrie Russell
Carrie Russell (Saint Thomas, 18 de outubro de 1990) é uma velocista jamaicana especialista nos 100 m, campeã mundial de atletismo. Ela conquistou a medalha de ouro no revezamento 4x100 m do Campeonato Mundial de Atletismo de 2013, em Moscou, junto com Kerron Stewart, Schillonie Calvert e Shelly-Ann Fraser-Pryce.
Além do atletismo, elas compete pela Jamaica no bobsleigh desde 2016. Em janeiro de 2018 ela foi parte do time que se classificou para disputar os Jogos Olímpicos de Inverno em  Pyeongchang, Coreia do Sul, a primeira vez que uma equipe feminina da Jamaica competiu nos Jogos Olímpicos de Inverno.